# Langya Zui
Langya Zui (chinesisch 琅玡厜) ist ein Felssporn auf Fisher Island vor der Ingrid-Christensen-Küste des ostantarktischen Prinzessin-Elisabeth-Lands. Er ragt am südöstlichen Ende der Insel auf.
Chinesische Wissenschaftler benannten ihn 1992 im Zuge von Vermessungs- und Kartierungsarbeiten.